# وولی
وولی (به هلندی: Wely) یک منطقهٔ مسکونی در هلند است که در نیدر-بیتووه واقع شده‌است. وولی ۱۸۰ نفر جمعیت دارد.